# Bouvron (Meurthe-et-Moselle)
Bouvron é uma comuna francesa na região administrativa de Grande Leste, no departamento de Meurthe-et-Moselle. Estende-se por uma área de 10 km². Em 2010 a comuna tinha 239 habitantes (densidade: 23,9 hab./km²).